# Teloneo
El teloneo (griego antiguo: τελωνεῖον o τελώνιον; latín: teloneum) es el impuesto indirecto que gravaba el tránsito y venta de mercancías, y se identificaba con el portazgo y con la lezda.
Nació en la Antigua Grecia como término para indicar genéricamente un impuesto; después el nombre se utilizó en la Roma imperial para señalar un impuesto indirecto sobre mercedes o bienes de consumo en tránsito, y sucesivamente fue usado en el Medioevo siempre con la misma acepción y se mantuvo en parte de la Edad Moderna.
El reparto del teloneo en la Roma antigua era establecido por los procónsules de año en año. En la Alta Edad Media el impuesto iba dirigido directamente al rey o a sus representantes a nivel local. Se refería generalmente tanto a los derechos sobre las mercancías, como los derechos fronterizos o portuarios. En la Baja Edad Media se empezó a repartir entre la Iglesia y el reino, destinándose un tercio al obispo local y dos tercios al reino. 